# Phobia (gruppo musicale)
I Phobia sono una band grindcore statunitense formatasi nella Contea di Orange, in California, nel 1990 ed appartenenti al circuito underground del metal estremo ispirato politicamente all'anarchismo dell'Hardcore punk.

## Formazione

### Formazione attuale
- Shane McLachlan - voce
- Steve Burda - chitarra
- Calum Mackenzie - basso
- Bryan Fajardo - batteria

### Ex componenti
- Zach Southhall - chitarra (1990-1992)
- Bruce Reeves - chitarra (1990-1997), basso (1999-2005)
- Shawn Bryan - basso (1992)
- Luis Perez - basso (1994)
- Leon del Muerte - basso
- Marco Soriano - batteria (1990)
- Phil Martinez - batteria (1993-1996)
- John Haddad - batteria (1999)
- Matt Mills - batteria (2002)
- Raymond Herrera - batteria turnista
- Raymond Banda - batteria
- Danny Walker - batteria

## Discografia

### Album in studio
- 1998 - Means of Existence (Slap-a-Ham Records)
- 2001 - Serenity Through Pain (Deathvomit Records)
- 2003 - Grind Your Fucking Head In (Deep Six Records)
- 2006 - Cruel (Willowtip Records)
- 2008 - 22 Random Acts of Violence (Willowtip Records)

### EP
- 1992 - All That Remains (Relapse Records)
- 1993 - Return to Desolation (Relapse Records)
- 1997 - Enslaved (Slap-a-Ham Records)
- 1999 - Destroying the Masses (Pessimiser Records, Theologian Records)
- 2004 - Get Up and Kill! (Deep Six Records)
- 2008 - My Friends - Our Grind!
- 2010 - Unrelenting (Willowtip Records)

### Split
- 1994 - Plutocracy/Phobia (Misanthropic Records)
- 1999 - Corrupted/Phobia (Rhetoric Records)
- 2002 - Phobia/Resist and Exist (Profane Existence Records)
- 2006 - Another Four Years of Murder (Crimes Against Humanity Records)
- 2009 - Human EP (Rodent Popsicle Records, No Label Records)
- 2010 - Gadget/Phobia (Power It Up Records)
- 2010 - Fearing the Dissolve of Humanity (Agipunk)
- 2011 - Phobia/Abaddon Incarnate (Underground Movement)

### Demo
- 1990 - What Went Wrong (autoproduzione)